# Timothy Leary

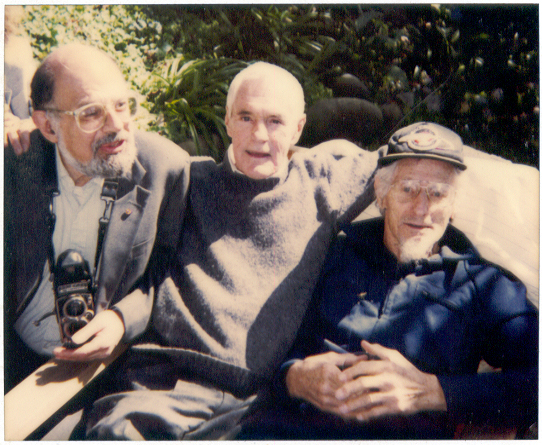
Leary (középen) és Allen Ginsberg (balra) John C. Lillynél (jobbra)

Timothy Francis Leary (Springfield, Massachusetts, 1920. október 22. – Beverly Hills, Kalifornia, 1996. május 31.) amerikai pszichológus és író, a hippi mozgalom és a pszichedelikus tudatmódosító szerhasználat nyilvános pártfogója.
A Harvard Egyetemen létrehozta a Harvard Pszilocibin Projektet, miután 1960-ban Mexikóban varázsgombák hatása alatt meghatározó élményeket szerzett. 1960 és 1962 között ő vezette a projektet, melynek során a lizergsav-dietilamid (LSD) és pszilocibin terápiás hatásait vizsgálta, amely akkoriban legális volt az Egyesült Államokban. Kipróbálta az úgynevezett Concord-börtönkísérletben és a Marsh Chapel-kísérletben. Az egyetemen megkérdőjelezték vizsgálatainak legitimációját és etikusságát, ugyanis gyakran ő maga is a szerek hatása alá került a kísérletek során és arra bírta rá a diákjait is, hogy vegyenek ők is részt benne. Emiatt az egyetem őt és kollégáját, Ram Dass-t elbocsátotta 1963 májusában. Sokan a botrány hatására hallottak először a pszichedelikumok létezéséről.
Leary úgy hitte, hogy az LSD kiválóan alkalmazható a pszichoterápiák során. Kidolgozta a nyolc áramkörös tudat-modellt 1977-es "Exopszichológia" című könyvében, és gyakran tartott belőle előadásokat is, önmagát előadó filozófusnak nevezve. Miután elhagyta az egyetemet, továbbra is népszerűsítette a pszichedelikumokat, amivel az 1960-as évek ellenkultúrájában egy prominens személyiséggé vált. Gyakran írt és beszélt a transzhumanizmusról, a világűr meghódításáról, az intelligencia fejlesztéséről és az élet meghosszabbításáról.

## Élete és pályafutása
Leary a Massachusetts állambeli Springfieldben született, szülei egyetlen gyermekeként, egy ír katolikus családban. Apja, Timothy "Tote" Leary fogorvos volt, aki elhagyta a feleségét, Abigail Ferrist, mikor a fia 14 éves volt. Tanulmányait Springfieldben végezte, később a worcesteri College of the Holy Cross iskolába járt 1938-1940 között. Ez egy jezsuita iskola volt, ahol latin és görög nyelvet, valamint retorikát is tanult. Az apja nyomására hagyta ott az iskolát, és jelentkezett kadétnak a West Point katonai akadémiára. Már az első hónapokban rengeteg panasz volt rá a szabályok megsértése miatt és eljárások is indultak ellene, mert nem jelentette az alárendelt kadétjai szabálysértéseit sem. Azzal is meggyanúsították, hogy alkoholizál, amit tagadott, ezért a Becsületbizottság előtt kezdeményezték felmentését. Kadéttársai megvetették, és továbbra is minden apróság miatt eljárás indult ellen. Végül anyja volt az, aki a család régi ismerőse, David I. Walsh szenátor közreműködésével leállíttatta az eljárást. Leary később önként leszerelt, magát az ügyet pedig ötven évvel később úgy jellemezte, mint az "egyetlen tisztességes pert, amit vele szemben lefolytattak".
Családja bosszúságára beiratkozott az Alabamai Egyetemre 1941 végén. Részt vett az egyetem tartalékos haderő-képzésében, és érdeklődni kezdett a pszichológia és a biológia iránt. Egy évvel később kicsapták, mert tetten érték a kizárólag lányoknak fenntartott kollégiumban tartózkodásakor. Miután már nem volt egyetemi hallgató, nem vonatkozott rá a felmentés, így a második világháború kellős közepén besorozták az amerikai hadseregbe, és 1943-ban megkapta a tisztekre vonatkozó alapkiképzést Fort Eustisben. Ennek során részt vett a hadsereg szakképzési programjában és pszichológiát tanult, többek között a Georgetowni Egyetemen és az Ohiói Állami Egyetemen. Mivel a háború későbbi szakaszában nem volt szükség annyi tisztre, áthelyezték a New York állambeli Mattydale-be, a Syracuse légibázisra a második rakományszállító osztaghoz, amely a csendes-óceáni hadszíntér küzdelmeiben vett részt. A frontra nem került ki, tizedessé léptették elő, mentora, Donald Ramsdell közbenjárására pszichometriával foglalkozott, és a háború végéig a pennsylvaniai Butlerben található Deshon Közkórházban foglalkozott hallássérült emberek rehabilitációjával.
Butlerben tartózkodása alatt megnősült: 1945 áprilisában elvette Marianne Busch-t. 1946 januárjában őrmesterként szerelték le, de még ezelőtt visszament az Alabamai Egyetemre, ahol beszámították az Ohiói Állami Egyetemen elvégzett tanulmányait, és levelezős hallgatóként lediplomázott. Mesterképzésre is jelentkezett, a Washington Állami Egyetemen végezte azt el, szakdolgozatát a Weschler-féle felnőttkori intelligenciamérés gyakorlati alkalmazásából írta.
1947-ben megszületett első gyermeke, Susan, majd két évvel később fia, Jack. 1950-ben PhD-t szerzett a Kaliforniai Egyetemen klinikai pszichológiából. Doktori disszertációjában a csoportterápia jelentőségét hangsúlyozta ki, rögzítve, hogy ennek során a viselkedésjegyek levezethetők és számon tarthatóak, hasonlóan a periódusos rendszerhez - előrevetítve ezzel későbbi munkásságát.

## Professzorként
Azokban az időkben amikor még az olyan anyagok mint az LSD és a pszilocibin legálisak voltak, Leary kísérleteket vezetett a Harvard Egyetemen a Harvard Psilocybin Projekt keretében, melyek a későbbi Concord Prison Experimentet és Marsh Chapel Experimentet eredményezték. Mindkettő tanulmány hasznos eredményeket produkált, de végül Learyt és munkatársát Richard Alpertet elbocsátották az egyetemről.
Leary hitt abban, hogy az LSD terápiás potenciállal rendelkezik a pszichiátriában. Úttörő felismeréseit tovább erősítette Stanislav Grof és Feldmár András munkássága. Leary olyan szólásokat népszerűsített melyek filozófiáját támogatták, pl.: „turn on, tune in, drop out” ("kapcsolódj be, hangolódj rá, ess ki"), „set and setting” (beállítottság és beállítás), vagy „think for yourself and question authority” (magadként gondolkozz, a tekintélyt kérdőjelezed). Emellett olyan transzhumanista koncepciókról írt és beszélt, melyek űrvándorlásokat, intelligencianövelést és élethosszabbítást foglaltak magukban, és kidolgozta az „eight-circuit model of consciousness”-t (nyolc áramkörös tudat-modell) az Exo-Pscychology (1977) c. könyvében. Modellje azt a komplex tudatfejlődési koncepciót fogalmazza meg, mely utóbb a transzperszonális pszichológia alapvetéseként nyert új megfogalmazást. Tudatmodellje utóbb erősen tükröződik Ken Wilber gondolatvilágában, mely a keleti-nyugati pszichológiát áthidaló, és a tudatfejlődést magyarázó mindmáig talán legátfogóbb fúziós kísérlet.
Az 1960-as és 1970-es években Learyt rendszerességgel tartóztatták le, és tartották fogságban 29 börtönben az egész világon. Richard Nixon elnök az „Amerika legveszélyesebb embere” címmel illette. Ha összevetjük e figyelemreméltó pozíciót, Leary forradalmi meglátásait és zaklatását, akkor jól láthatjuk a politikai-hatalmi gépezet hozzáállását az egyéni tudatfejlődéshez. A folyamatot kitűnően dokumentálja Noam Chomsky munkássága.
Tim Leary szellemi öröksége Robert Anton Wilson gerilla-ontológiájában követhető tovább.

## Művei
- The Interpersonal Diagnosis of Personality, 1957
- The Psychedelic Experience, 1964
- The Psychedelic Reader, 1965
- Psychedelic Prayers from the Tao Te Ching, 1967
- High Priest, 1968
- Politics of Ecstasy, 1968
- Jail Notes, 1971
- Confessions of a Hope Fiend, 1973
- Neurologic, 1973
- What Does WoMan Want?, 1976
- Exo-Psychology, 1977
- Intelligence Agents, 1979
- The Game of Life, 1979
- Changing My Mind – Among Others, 1982
- Flashbacks, 1983
- Surfing the Conscious Nets, 1995
- Chaos & Cyberculture, 1995

### Magyarul
- Kulcsár Zsuzsanna: Leary teszt. Timothy Leary A személyiség interperszonális diagnózisa c. könyve alapján; OPI, Budapest, 1981 (Pszichológiai tanácsadás a pályaválasztásban)
- Az eksztázis politikája. Drog, tudat, vallás; ford. Békési József; Edge 2000–NDI, Budapest, 2003 (A drogtörténet klasszikusai)
- Belső utazások. Alapítsd meg a saját vallásodat!; ford. Békési József; Nyitott Könyvműhely–NDI, Budapest, 2005